# 内利斯空军基地
内利斯空军基地（Nellis Air Force Base）是一处位於美國内华达州拉斯维加斯东北方約7.1英里（11.4）處的美国空军基地，由美國空軍空戰司令部（ACC）管辖。奈利斯是美國空軍知名的紅旗演習（Red Flag exercise）舉行場地，也是軍方進行飛行員進階飛行訓練與執行各式評估與測試的美國空軍作戰中心（USAFWC）與內華達測試訓練場（NTTR）之所在地。基地內的奈利斯聯合航太作戰中心（CAOC-N）是美國空軍兩座主要用於訓練暨實驗任務的指揮中心之一。除此之外，奈利斯也是雷鳥特技飛行中隊的駐地。

## 歷史
奈利斯空軍基地的前身可以回溯到1929年時在拉斯維加斯北方設立的一個無名簡陋民用機場，此機場在1930年代起開始被陸軍航空團用於飛行訓練，並在1930年代中期正式命名為麥卡倫機場（McCarren Field）。1941年12月20日機場更名為拉斯維加斯陸軍飛行場（Las Vegas Army Airfield），並正式轉型為純軍用機場。1948年1月13日配合美國空軍的成立，機場改名為拉斯維加斯空軍基地（Las Vegas Air Force Base）。1950年4月30日，為了紀念於二戰期間為國捐軀的美國空軍戰鬥機飛行員威廉·哈瑞爾·奈利斯（William Harrell Nellis）中尉，而更名為奈利斯空軍基地並持續沿用至今。

## 駐紮單位
位於奈利斯基地內的美國空軍戰爭中心（USAFWC），是美國空軍主要的飛行員戰技訓練與新型武器、戰術測試的負責單位，為了達到這目的該中心旗下配屬了4個飛行聯隊、1個直屬單位，與一個命名活動單位（named activity，一種功能組織單位）。這些部隊分別駐紮於美國境內22個州共32個不同的地點，其中部分主要單位是與中心總部同樣駐紮於奈利斯空軍基地內：
- 第57聯隊（英语：57th Wing）（57 WG）：包括知名的第57假想敵戰術大隊（英语：57th Adversary Tactics Group）（57 ATG）、雷鳥飛行示範中隊，與專門訓練空軍飛行教官的美國空軍武器學校（英语：USAF Weapons School）等單位，皆隸屬於57聯隊旗下。
- 第99基地聯隊（英语：99th Air Base Wing）（99 ABW）：主要負責基地營運事務、建制有多個後勤單位的非飛行（non-flying）聯隊。
- 第53測試評估大隊（53 TEG）：53 TEG是駐地位於佛羅里達州艾格林空軍基地（Eglin AFB）的第53聯隊（英语：53d Wing）（53 WG，本身即為USAFWC旗下聯隊之一）旗下大隊之一。
- 第505測試評估大隊（505 TEG）：505大隊是駐地位於佛羅里達州赫伯機場（Hurlburt Field）的第505指揮管制聯隊（505th Command and Control Wing, 505 CCW）旗下所屬大隊之一。

除了直屬於戰爭中心的單位外，基地內其他的駐紮單位尚包括了：
- 內華達測試與訓練場（英语：Nevada Test and Training Range (military unit)）（Nevada Test and Training Range, NTTR）：其前身為非飛行單位第98飛行聯隊（98th Range Wing, 98 RANW），是實際舉辦紅旗演習的單位。
- 第926大隊（英语：926th Group）（926 GP）：美國空軍的後備部隊之一，隸屬總部設於德州沃斯堡海軍航空站聯合儲備基地（英语：Naval Air Station Joint Reserve Base Fort Worth）的第十航空隊旗下，但派駐在奈利斯以配合戰爭中心旗下單位的日常演練。

## 人口統計
在人口統計上，美國人口普查局將基地區域定義為獨立的奈利斯空軍基地普查規定居民點（Nellis Air Force Base CDP），該CDP涵蓋3.1平方英里（8.0平方），其2010年人口普查結果中為3,187人。

## 圖片集

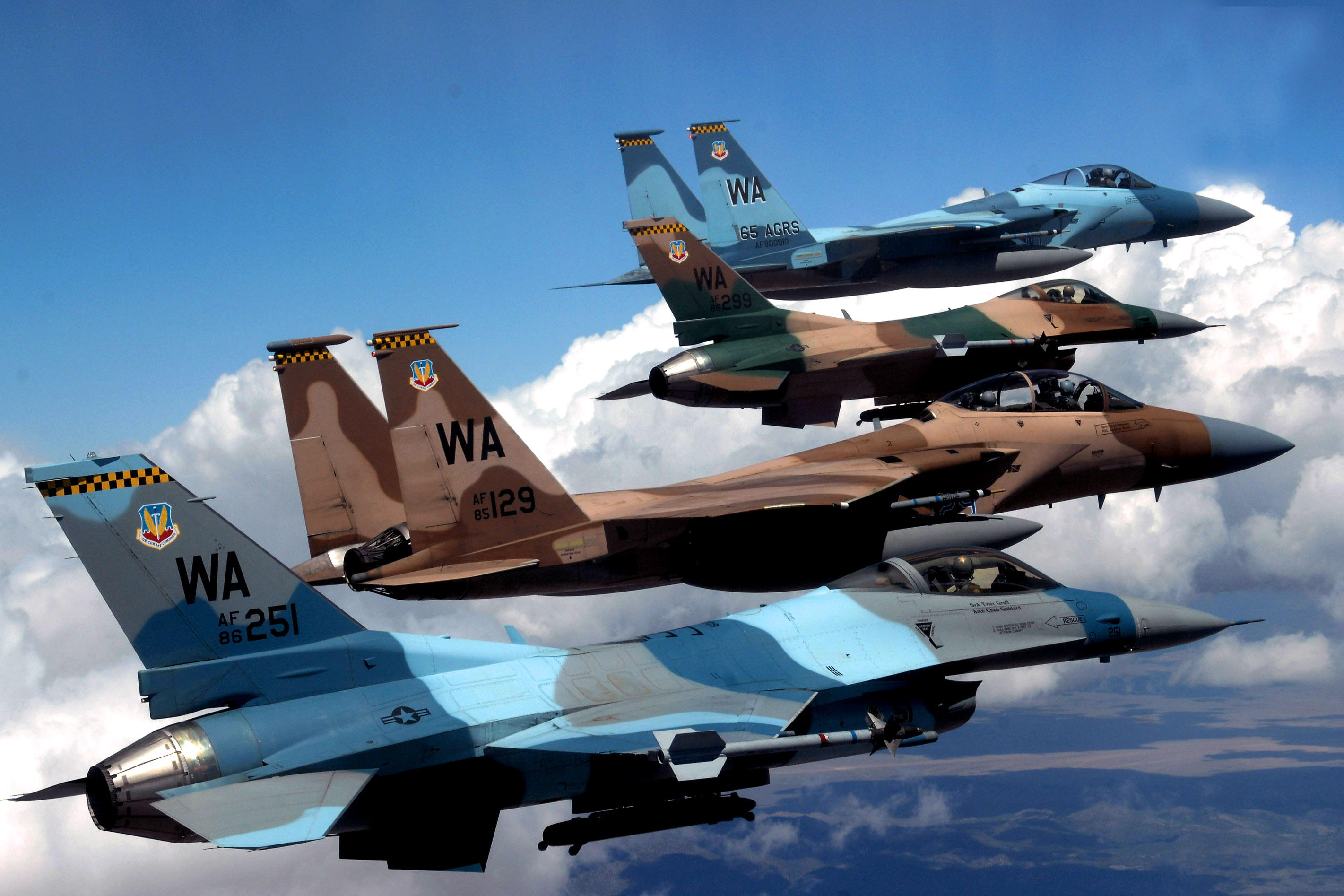
由奈利斯空軍基地內第64侵略者中隊（英语：64th Aggressor Squadron）旗下的F-16與第65侵略者中隊（英语：65th Aggressor Squadron）的F-15戰機所組成的小隊（英语：Flight (military unit)）。這兩個同樣隸屬於第57聯隊（英语：57th Wing）的假想敵單位因為經常在紅旗演習中扮演敵方戰機角色，因此採用的是模仿自俄羅斯空軍的機身塗裝風格。
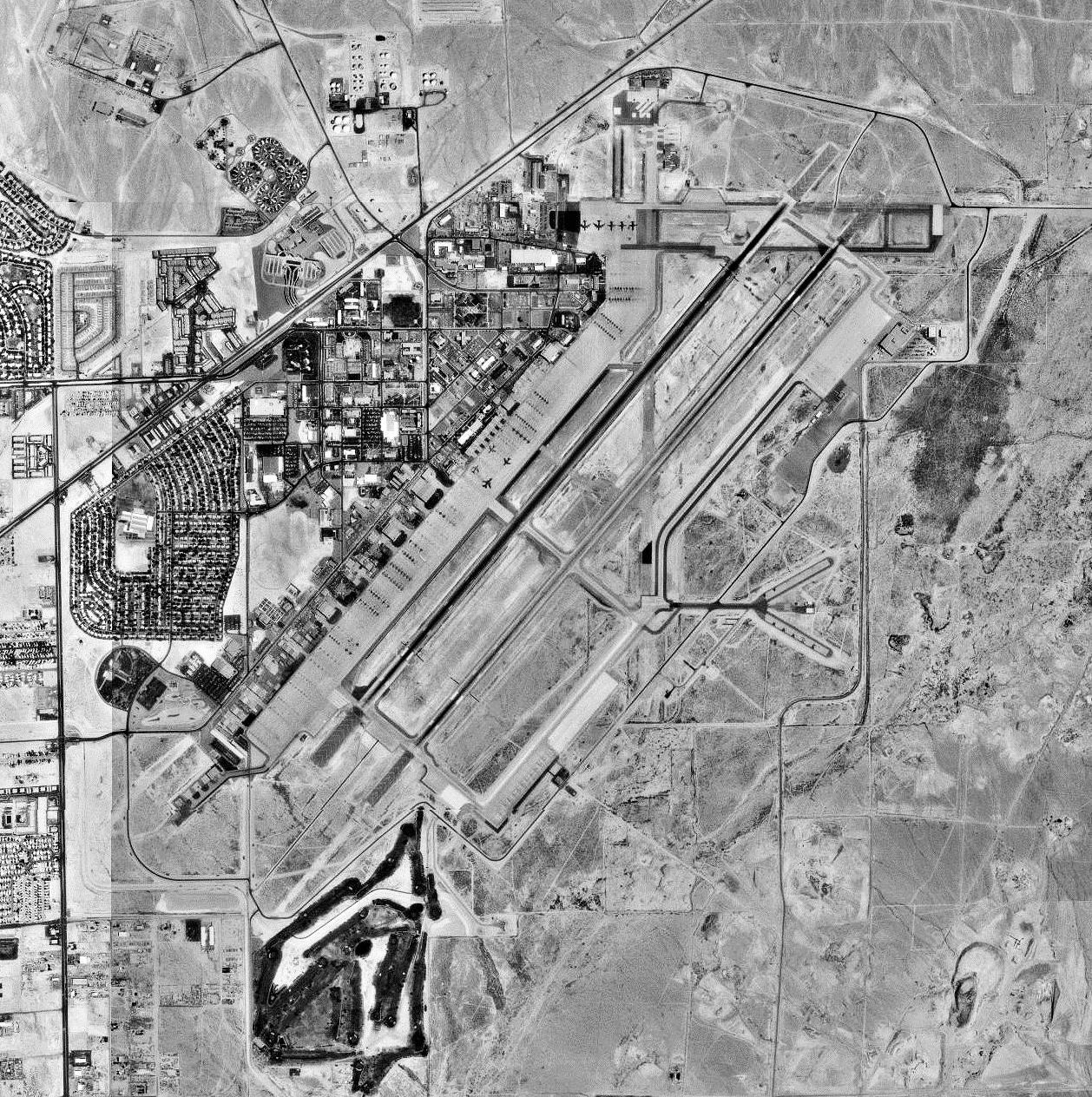
1994年美国地质调查局的正射影像。
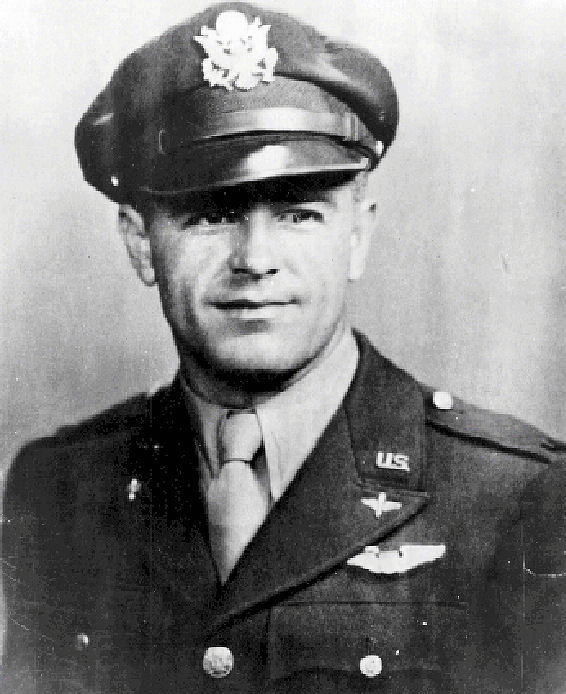
威廉·哈勒尔·内利斯中尉，内利斯空军基地的命名由来。
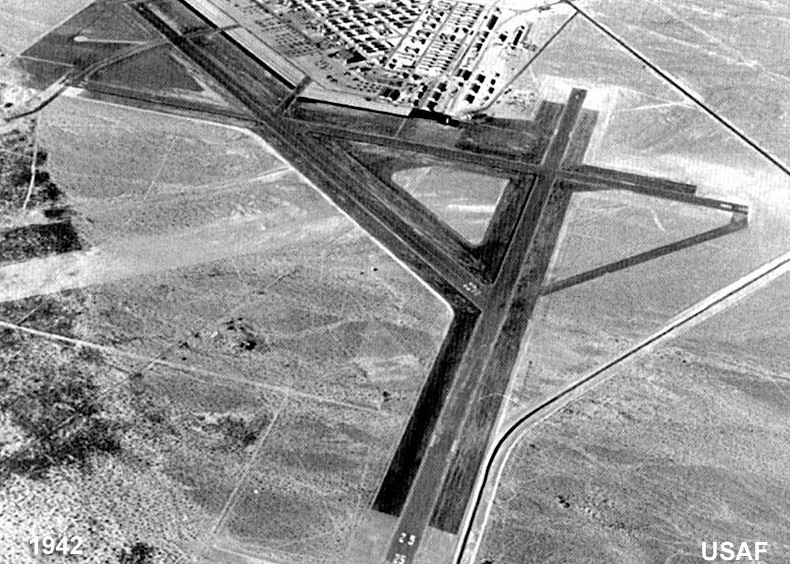
拉斯维加斯陆军飛行場，摄于1942年12月。